# Antônio Correia da Costa
Antônio Correia da Costa (? — ?) foi um militar e político brasileiro. Era tenente-coronel.

## Vida
Foi presidente da província de Mato Grosso, de 21 de julho de 1831 a 27 de abril de 1833, de 3 de dezembro de 1833 a 26 de maio de 1834, de 1 a 24 de fevereiro de 1836, de 25 a 28 de outubro de 1840, e de 9 de dezembro de 1842 a 11 de maio de 1843.
Nomeado no dia 30 de abril de 1831. A mesma carta regencial tornou sem efeito a nomeação de Francisco de Albuquerque Melo como presidente da província e, nomeou como secretário de governo Antônio Luiz Patrício da Silva Manso.
O neto homônimo dele foi governador do Mato Grosso no Brasil República (1895-1897 e 1897-1898).